# C-evo
C-evo är ett strategidatorspel inspirerat av Sid Meiers Civilization II. Utvecklingen utförs huvudsakligen av Steffen Gerlach som påbörjade projektet 1999 och spelet är fri programvara.

## Beskrivning
C-evo är ett 4X-spel som behandlar den mänskliga civilisationens utveckling från forntid till en nära framtid. Detta inkluderar aspekter av utforskning och expansion, krig och diplomati, odling och föroreningar, industri och jordbruk, vetenskaplig forskning och administration. Spelare måste konstant göra beslut såsom huruvida och var de ska bygga städer, vägar, konstbevattning och fort, huruvida de ska bilda allianser med ett gränsande land eller attackera det, och huruvida de ska ägna knappa resurser åt utbildning/forskning, krigföring, eller befolkningens välbefinnande. En skicklig spelare lyckas finna en balans bland dessa val. Spelet startar med utvecklingen av hjulet, och slutar när en spelare har lyckats konstruera en rymdfarkost och sänt denna till en planet strax utanför solsystemet.
Spelet kan spelas mot datorstyrda spelare, mänskliga spelare, eller en blandning av båda.

## Jämförelse med Civilization II
Några nämnvärda skillnader mellan C-evo och Civilization II är:
- C-evo är fullständigt deterministiskt.
- C-evos datorstyrda spelare spelar efter samma regler som människor och kan inte fuska som i Civilization II. Spelet gör gär inte skillnad på dator- och människostyrda spelare.
- Endast ett fåtal teknologier ger omedelbar tillgång till nya enhets-designer (vilket ger möjlighet att tillverka sådana enheter). Alla andra enhets-designer måste designas av spelaren genom kompromisser mellan dess kvaliteter (till exempel, rörlighet mot offensiv styrka). Vetenskapliga avancemang tillåter tillverkning av starkare enheter och fler tillval. Att designa en enhet kostar forskningspoäng som måste kanaliseras från den generella forskningen till enhetsutveckling. I Civilization II ges tillgång till nya enheter allt eftersom deras obligatoriska teknologier framforskats.
- Att bygga rymdskeppet kräver särskilda specialresurser. Utan tillgång till territorium där dessa resurser finns tillgängliga kan spelet inte vinnas.
- Spelare kan inte genast utnyttja teknologier som de fått genom byten med andra spelare, utan måste först forska vidare för att kunna tillämpa dessa.
- Irrigation kräver inte att hav, sjöar eller floder finns i närheten.